# NGC 4430
NGC 4430 este o galaxie spirală situată în constelația Fecioara. A fost descoperită în 13 aprilie 1784 de către William Herschel. Se află la o distanță de 16 megaparseci de Pământ.